# Fan-out

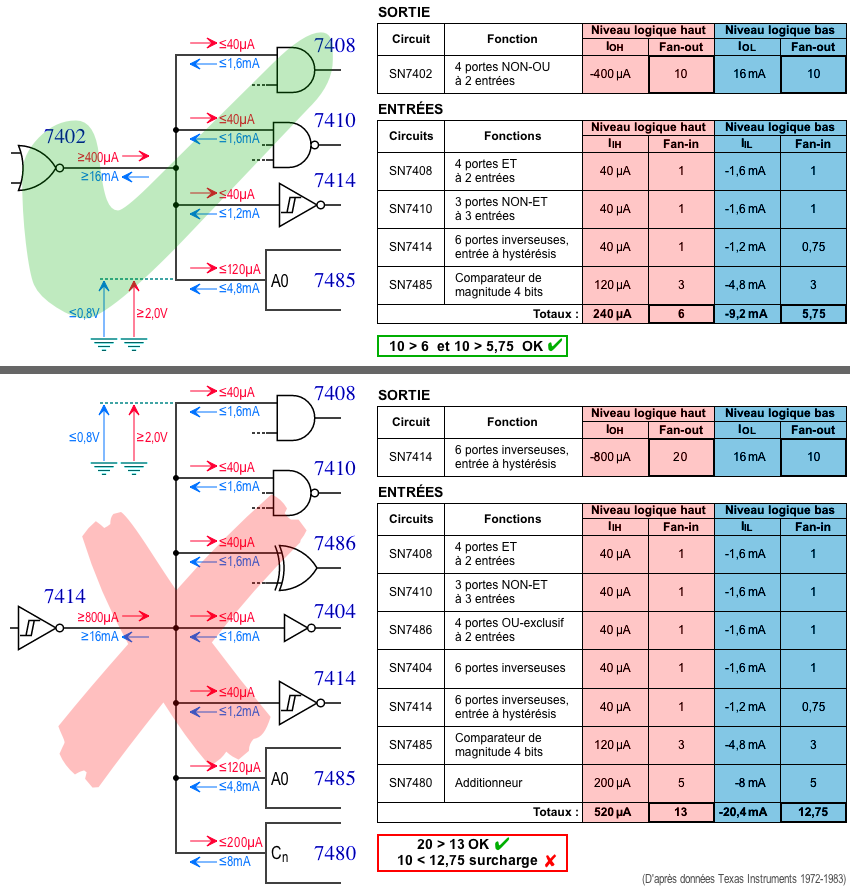
Exemples de determinació del risc de sobrecàrrega de sortides de circuits lògics. Per a la família dels circuits TTL Standard 74xx, la càrrega unitària està definida per un corrent de 40 µA a l'estat alt i 1,6 mA a l'estat baix.

Dins l'àmbit de l'electrònica digital, el fan-out és el nombre d'entrades de porta que pot controlar la sortida d'una altra única porta lògica.
En la majoria de dissenys, les portes lògiques es connecten per formar circuits més complexos. Tot i que cap entrada de porta lògica no pot ser alimentada per més d'una sortida alhora sense provocar conflictes, és habitual que una sortida estigui connectada a diverses entrades. La tecnologia utilitzada per implementar portes lògiques normalment permet connectar directament un cert nombre d'entrades de porta sense circuits d'interfície addicionals. El fan-out màxim d'una sortida mesura la seva capacitat de conducció de càrrega: és el major nombre d'entrades de portes del mateix tipus a les quals es pot connectar la sortida de manera segura.
Malauradament, a causa de les velocitats més altes dels dispositius moderns, és possible que siguin necessàries simulacions IBIS per a la determinació exacta del ventall dinàmic, ja que el ventall dinàmic no està clarament definit a la majoria de fulls de dades. (Consulteu l'enllaç extern per a més informació).
Una porta lògica perfecta tindria una impedància d'entrada infinita i una impedància de sortida zero, permetent que una sortida de porta controli qualsevol nombre d'entrades de porta. Tanmateix, atès que les tecnologies de fabricació del món real presenten característiques menys que perfectes, s'aconseguirà un límit on una sortida de porta no pot impulsar més corrent a les entrades de porta posteriors; intentar fer-ho fa que la tensió caigui per sota del nivell definit per al nivell lògic, en aquest cable, provocant errors.
Malauradament, a causa de les velocitats més altes dels dispositius moderns, és possible que siguin necessàries simulacions IBIS per a la determinació exacta del fan-out, ja que no està clarament definit a la majoria de fulls de dades.